# 弗洛尔同调
数学中，弗洛尔同调是一种研究辛几何与低维拓扑的工具。弗洛尔同调是有限维莫尔斯同调的无穷维类似物，是一种新颖的不变量。安德烈斯·弗洛尔先后提出了多种构造：
- 在证明辛几何的阿诺德猜想时，提出了弗洛尔同调的第一个版本，现在称作拉格朗日弗洛尔同调；
- 为辛流形的拉格朗日子流形提出了密切相关的理论；
- 利用杨-米尔斯泛函，将同调群与闭3维流形联系起来。

这些构造及其后代在目前的辛流形、切触流形及（光滑）3、4维流形的拓扑学发挥着重要作用。
弗洛尔同调的定义通常是将无限维流形与其上的实值函数关联起来。在辛的背景下，这是辛流形的自由闭路空间与辛作用泛函。3维流形的（瞬子）版本，则是3维流形上带陈-西蒙斯泛函的SU(2)-联络空间。粗略地讲，弗洛尔同调是无限维流形上函数的莫尔斯同调。函数临界点（的特定集合）张成的阿贝尔群形成了弗洛尔链复形。链复形的微分由计算连接某些临界点对（的集合）的函数梯度流线定义。弗洛尔同调是此链复形的同调。
在可以成功应用弗洛尔思想的情形下，梯度流线方程通常是有几何意义的解析可处理方程。对于辛弗洛尔同调，闭路空间中路径的梯度流方程是圆柱体（闭路路径的总空间）到待研究辛流形的映射的柯西-黎曼方程（的扰动版本），解是伪全纯曲线。然后运用格罗莫夫紧性定理，证明微分是良定义的，且平方为零，这样就定义了弗洛尔同调。瞬子弗洛尔同调的梯度流方程正是与实线交叉的3为流形上的杨–米尔斯方程。

## 辛弗洛尔同调
辛弗洛尔同调（SFH）是与辛流形及其非退化辛同胚相关联的同调论。若辛同胚是哈密顿的，则此同调来自辛流形自由闭路空间（的万有覆叠）上的辛作用泛函。SFH在辛同胚的哈密顿同痕下不变。
当中，非退化指1不是辛同胚的导数在任意定点上的特征值，意味着定点是孤立的。SFH是由这种辛同胚的不动点生成的链复形的同调，当中微分计算了实线与辛同胚的映射环面之积中的某些伪全纯曲线。这本身就是一个辛流形，维度比原流形大2。在适当的殆复结构选择下，其中（有限能量的）有孔全纯曲线的圆柱末端渐进于映射环面中与辛同胚不动点对应的闭路。不动点对之间可以定义相对指标（relative index），微分计算相对指标为1的全纯圆柱数量。
紧流形的哈密顿辛同胚的辛弗洛尔同调同构于底流形的奇异同调。于是，流形的贝蒂数之和会产生阿诺德猜想的一版本所预测的非退化辛同胚的定点数下界。哈密顿辛同胚的SFH还有裤对（pair of pants）积，是等价于量子上同调的变形上积。此积的一个版本对非正合辛同胚也存在。
对流形M的余切丛，由于其非紧性，弗洛尔同调取决于哈密顿量的选择。对于在无穷远处为二次的哈密顿量，弗洛尔同调是M的自由闭路空间的奇异同调 （这一说法的各种版本证明由Viterbo、Salamon–Weber、Abbondandolo–Schwarz、Cohen做出）。余切丛的弗洛尔同调上还有更复杂的运算，对应底流形闭路空间同调上的弦拓扑运算。
辛弗洛尔同调在提出同调镜像对称猜想上起着关键作用。

### PSS同构
1996年，S. Piunikhin、D. Salamon、M. Schwarz总结了弗洛尔同调与量子上同调的关系，表述如下。Piunikhin, Salamon & Schwarz (1996)
- 半正定辛流形{\displaystyle (M,\ \omega )}闭路空间的弗洛尔上同调群自然同构于M的普通上同调，后者由与覆叠变换群相关联的合适诺维科夫环张开（tensored）。
- 此同构将M的上同调上的量子上积结构与弗洛尔同调上的裤对积交织在一起。

辛流形M的半正定与紧性条件用于得到诺维科夫环，以及定义弗洛尔同调与量子上同调。半正定意味着以下条件之一成立（注意此三者是有关联的）：
- {\displaystyle \langle [\omega ],A\rangle =\lambda \langle c_{1},A\rangle ,\ \forall A\in \pi _{2}(M),\ \lambda \geq 0}（M单调）
- {\displaystyle \langle c_{1},A\rangle =0,\ \forall A\in \pi _{2}(M)}。
- 最小陈数{\displaystyle N\geq 0}定义为{\displaystyle \langle c_{1},\pi _{2}(M)\rangle =N\mathbb {Z} }不小于{\displaystyle n-2}。

辛流形M的量子上同调群可定义为普通上同调与诺维科夫环Λ的张量积，即
{\displaystyle QH_{*}(M)=H_{*}(M)\otimes \Lambda .}
弗洛尔同调的这个构造解释了M上殆复结构的选择与到弗洛尔同调的同构之间的独立性，后者来自莫尔斯理论、伪全纯曲线的思想，而同调与上同调之间的庞加莱对偶性是其背景。

## 3维流形的弗洛尔同调
闭3-流形有几种等价的弗洛尔同调。每种同调都会产生3类同调群，可以组成正合三角。3-流形中的扭结会在每个理论的链复形上导出一个滤子，其链同伦类是扭结不变量（其同调满足的形式属性，形式上类似于组合定义的科瓦诺夫同调）。
这些同调与4-流形的唐纳森与塞伯格不变量、辛4-流形的陶布斯的格罗莫夫不变量关系密切；考虑3-流形交叉R上相关微分方程（分别是杨-米尔斯、塞伯格-威滕、柯西-黎曼方程）的解，可以研究这些理论对应的3-流形同调的微分。3-流形弗洛尔同调也应是有界4-流形相对不变量的目标，通过胶合构造与闭4-流形不变量相关，将有界3-流形的边界粘合在一起可得后者（这与拓扑量子场论的概念密切相关）。对于赫戈弗洛尔同调，首先定义的是3-流形同调，之后根据它定义了闭4-流形不变量。
3-流形同调也可以扩展到有界3-流形：缝合弗洛尔同调(Juhász 2008)与有界弗洛尔同调(Lipshitz, Ozsváth & Thurston 2008)。它们与闭3-流形的不变量相关，是通过3-流形弗洛尔同调的胶合公式得到，可以描述为两个有界3-流形沿边界的并。
若3-流形配备了切触结构，则其弗洛尔同调也配备了同调的特异元（distinguished element）。Kronheimer、Mrowka首先在塞伯格-威滕情形下引入了切触元。Ozsvath、Szabo利用Giroux提出的切触流形与开书分解的关系，为赫戈弗洛尔同调构造了切触元，而在嵌入切触同调中，它作为空集的同调类是自由的。（与其他三个不同，其定义需要切除同调。嵌入切触同调见Hutchings (2009)）
这些理论都带有先验的相对级：Kronheimer、Mrowka（对SWF）、Gripp、Huang（对HF）、Hutchings（对ECH）（通过有向2-平面场的同伦类）将相对级提升为绝对级。Cristofaro-Gardiner证明了ECH与塞伯格-威滕弗洛尔同调之间的陶布斯同构保持这些绝对级不变。

### 瞬子弗洛尔同调
有与唐纳森理论相关的3-流形不变量，是弗洛尔自己提出的，可用3-流形（更确切地说是同调3-球面）上主SU(2)-丛的联络空间上的陈–西蒙斯泛函求得。其临界点是平坦联络，流线是瞬子，即与实线交叉的3-流形上的反自对偶联络。瞬子弗洛尔同调可以视作卡松不变量的推广，因为弗洛尔同调的欧拉示性数与卡松不变量一致。
在弗洛尔提出弗洛尔同调后不久，唐纳森就意识到配边会导出映射。这是拓扑量子场论结构的第一个例子。

### 塞伯格-威滕弗洛尔同调
塞伯格-威滕弗洛尔同调或单极弗洛尔同调是光滑3-流形（配备{\displaystyle {\rm {spin}}^{c}}结构）的同调论，可以视作3-流形的U(1)联络上陈–西蒙斯–狄拉克泛函的莫尔斯同调。相关的梯度流方程对应于与实线交叉的3-流形上的塞伯格-威滕方程。等价地，链复形的生成子是3-流形与实线之积上塞伯格-威滕方程的平移不变解（称作单极），微分计算3-流形与实线之积上塞伯格-威滕方程的解，在无穷处趋近于不变解。
Peter Kronheimer与Tomasz Mrowka在专著《单极与3-流形》（Monopoles and Three-manifolds）中严格构造了塞伯格-威滕-弗洛尔同调的一个版本，即单极弗洛尔同调。陶布斯证明，其同构于嵌入切触同调。Manolescu (2003)、Frøyshov (2010)对有理同调3-球面给出了SWF的替代构造，是一致的。

### 赫戈弗洛尔同调
赫戈弗洛尔同调是Peter Ozsváth与Zoltán Szabó提出的具有{\displaystyle {\rm {spin}}^{c}}结构的闭3-流形不变量，通过类似于拉格朗日弗洛尔同调的构造，利用空间的赫戈图计算得来。Kutluhan, Lee & Taubes (2020)发表了赫戈弗洛尔同调与塞伯格-威滕弗洛尔同调同构的证明，Colin, Ghiggini & Honda (2011)发表了赫戈弗洛尔同调的加号版本（方向相反）与嵌入切触同调同构的证明。
3-流形中的扭结会导出赫戈弗洛尔同调群上的滤子，而滤后的同伦类是一种强大的扭结不变量，称作扭结弗洛尔同调，范畴化了亚历山大多项式。扭结弗洛尔同调由Ozsváth & Szabó (2004)和Rasmussen (2003)独立定义，用于探测扭结的亏格。运用赫戈分裂的网格图，扭结弗洛尔同调可有一种组合构造，见Manolescu, Ozsváth & Sarkar (2009)。
在扭结上分支的S^3的二重覆叠的赫戈弗洛尔同调通过谱序列与科瓦诺夫同调相关联(Ozsváth & Szabó 2005)。
赫戈弗洛尔同调的“帽”版本的组合描述见Sarkar & Wang (2010)。赫戈弗洛尔同调的“加”“减”版本、相关的Ozsváth–Szabó 4-流形不变量也有组合描述，见(Manolescu, Ozsváth & Thurston 2009)。

### 嵌入切触同调
嵌入切触同调是Michael Hutchings提出的一种3-流形不变量（具有接触的第二同调类，对应塞伯格-威滕弗洛尔同调中{\displaystyle {\rm {spin}}^{c}}结构的选择），（克利福德·陶布斯证明）同构于塞伯格-威滕弗洛尔上同调，因此（Kutluhan, Lee & Taubes 2020、Colin, Ghiggini & Honda 2011证明）同构于赫戈弗洛尔同调的加版本（方向相反）。可以将其视作陶布斯格罗莫夫不变量（等价于塞伯格-威滕不变量）从闭辛4-流形到特定非紧辛4-流形（即与R交叉的切触3-流形）的推广。其构造类似于辛场论，因为是由某些闭里布轨道集生成的，其微分计算某些以里布轨道为端点的全纯曲线，与SFT的不同之处在于里布轨道集的技术条件，以及不计算弗雷德霍姆指标为1的端点已知全纯曲线，只计算同时满足ECH指标给出的拓扑条件者，这尤其意味着所考虑的曲线（主要）是嵌入的。
韦因斯坦猜想：切触3-流形有闭的里布轨道，对任意切触形式、任意ECH非平凡的流形都成立。陶布斯运用与ECH密切相关的技术证明了猜想，这项工作的扩展产生了ECH与SWF之间的同构关系。ECH中的很多构造（包括其良定性）都依赖于这种同构(Taubes 2007)。
ECH的切触元有特别好的形式：其是与里布轨道的空集相关联的循环。
嵌入切触同调的类似物可定义在（有界）曲面的辛同胚的映射环面上，称作周期弗洛尔同调，是对曲面辛同胚的辛弗洛尔同调的推广。更广义地说，它可根据3-流形上的任意稳哈密顿结构定义，后者与切触结构类似，定义了一个非零向量场（里布向量场），Hutchings与Taubes证明了它们的韦因斯坦猜想，即它们总有闭的轨道（除非是2-环面的映射环面）。

## 拉格朗日交弗洛尔同调
辛流形两横截相交的拉格朗日子流形的拉格朗日弗洛尔同调是由两子流形的交点生成的链复形的同调，其微分计算伪全纯惠特尼圆盘。
给定辛流形的3个拉格朗日子流形{\displaystyle L_{0},\ L_{1},\ L_{2}}，在拉格朗日弗洛尔同调上有积结构：
{\displaystyle HF(L_{0},L_{1})\otimes HF(L_{1},L_{2})\rightarrow HF(L_{0},L_{2}),}
是通过计数全纯三角（三角的全纯映射，顶点与边映射到适当的交点与拉格朗日子流形）定义的。
Fukaya、Oh、Ono、Ohta发表了这方面的论文。Lalonde、Cornea最近关于“聚类同调”（cluster homology）的研究提供了另一种方法。一对拉格朗日子流形的弗洛尔同调不总存在，存在时就会阻碍用哈密顿同痕分离拉格朗日子流形。
有几种弗洛尔同调是拉格朗日弗洛尔同调的特例。M的辛同胚的辛弗洛尔同调可视作是拉格朗日弗洛尔同调的一种情形，当中环境流形是与M交叉的M，拉格朗日子流形是辛同胚的对角和图。赫戈弗洛尔同调的构造基于3-流形的赫戈分裂定义的全实子流形的拉格朗日弗洛尔同调的变体。Seidel–Smith、Manolescu构造了一个链不变量，作为拉格朗日弗洛尔同调的一种情形，与组合定义的链不变量——科瓦诺夫同调一致。

### 阿蒂亚–弗洛尔猜想
阿蒂亚–弗洛尔猜想将瞬子弗洛尔同调与拉格朗日交弗洛尔同调联系起来。考虑3-流形Y，赫戈分裂沿面{\displaystyle \Sigma }，则{\displaystyle \Sigma }模规范等价（gauge equivalence）上的平坦联络空间是{\displaystyle 6g-6}维辛流形{\displaystyle M(\Sigma )}，其中g是面{\displaystyle \Sigma }的亏格。赫戈分裂中，{\displaystyle \Sigma }绑定了两个3-流形，各自的平坦联络模规范等价的有界空间作为拉格朗日子流形嵌入{\displaystyle M(\Sigma )}。可以考虑拉格朗日交弗洛尔同调，也可以考虑3-流形Y的瞬子弗洛尔同调。阿蒂亚–弗洛尔猜想断言，这两个不变量同构。Salamon–Wehrheim与Daemi–Fukaya正在研究其证明。

### 与镜像对称的关系
马克西姆·孔采维奇的同伦镜像对称猜想预言卡拉比-丘流形X中拉格朗日量的拉格朗日弗洛尔同调等价于镜像卡拉比-丘流形上凝聚层的Ext群。这时，不应关注弗洛尔同调群，而应关注弗洛尔链群。与裤对积相似，可以利用伪全纯n边形构造多组分，其满足{\displaystyle A_{\infty }}关系，使辛流形中所有（无阻碍）拉格朗日子流形范畴变为{\displaystyle A_{\infty }}范畴，称作深谷范畴。
更精确地说，必须为拉格朗日量添加额外数据——分次与自旋结构。具有这些结构的拉格朗日量常称作膜。同调镜像对称猜想认为，卡拉比-丘流形X的深谷范畴，与镜像流形凝聚层的有界导出范畴的底微分分次范畴之间，有一类导出森田等价，反之亦然。

## 辛场论（SFT）
这是切触流形与其间的辛配边的不变量，最初由Yakov Eliashberg、Alexander Givental、Helmut Hofer提出。辛场论及其子复形、有理辛场论、切触同调定义为微分代数的同调，由所选切触形式的里布向量场的闭轨道生成。微分计算切触流形上圆柱的特定全纯曲线，其中的平凡例子是闭里布轨道上（平凡）圆柱的分支覆盖。它还包括一种线性同调论，称作圆柱或线性化切触同调（有时滥用符号，只称作切触同调），其链群是由闭轨道生成的向量空间，微分只计算全纯圆柱。但因为全纯圆盘的存在以及缺乏正则性、横截性结果，圆柱切触同调不总有定义。在圆柱切触同调有意义的情形下，可将其视作自由闭路空间上作用泛函的（稍有修改的）莫尔斯同调，其将闭路送到闭路上切触形式alpha的积分上。里布轨道是这泛函的临界点。
SFT还与切触流形的勒让德子流形的一个相对不变量有关，称作相对切触同调。其生成子是里布弦，即里布向量场在拉格朗日量上始终的轨迹，其微分计算切触流形辛化中的某些全纯条带，其端点渐进于给定的里布弦。
SFT中，切触流形可用具有辛同胚的辛流形的映射环面取代。圆柱切触同调是良定义的，并由辛同胚之幂的辛弗洛尔同调给出，（有理）辛场论与切触同调可视作推广的辛弗洛尔同调。但若辛同胚是时间依赖哈密顿量的时1映射，则这些高等不变量并不包含任何进一步的信息。

## 弗洛尔同伦
构建某对象的弗洛尔同调论的一种可行方案是构建一个相关谱，其普通同调就是所需的弗洛尔同调。将其他同调论应用于这样的谱，可得到其他有趣的不变量。这一策略由Ralph Cohen、John Jones、Graeme Segal提出，并由Manolescu (2003)在某些情形下用于塞伯格-威滕-弗洛尔同调，Cohen将其用于余切丛的辛弗洛尔同调。这种方法是Manolescu (2013)构造Pin (2)-等价塞伯格–威滕弗洛尔同调的基础，他以此推翻了维数不小于5的流形的三角猜想。

## 分析基础
M其中许多弗洛尔同调还没被完整严格地构造出来，很多猜想的等价关系也还没有证明。进行相关分析时，尤其是构造伪全纯曲线的紧化模空间时，会遇到技术困难。Hofer与Kris Wysocki和Eduard Zehnder合作，通过多流形（polyfold）理论和“一般弗雷德霍姆理论”发展了新的分析基础。虽然多流形的诠释尚未完成，但在一些重要案例中，横截性可以更简单地证明了。

## 计算
弗洛尔同调一般很难显式计算。例如，所有曲面辛同胚的辛弗洛尔同调到2007年才计算出来。赫戈弗洛尔同调是个成功案例：研究者利用其代数结构计算了各类3-流形，并找到了计算大部分理论的组合算法。其还与现有不变量及结构有关，并对3-流形拓扑产生了许多启示。

### 脚注
1. ↑  Atiyah 1988

### 书
- Atiyah, Michael. . . Proceedings of Symposia in Pure Mathematics 48. 1988: 285–299. ISBN 9780821814826. doi:10.1090/pspum/048/974342.
- Augustin Banyaga; David Hurtubise. . Kluwer Academic Publishers. 2004. ISBN 978-1-4020-2695-9.
- Simon Donaldson; M. Furuta; D. Kotschick. . Cambridge Tracts in Mathematics 147. Cambridge University Press. 2002. ISBN 978-0-521-80803-3.
- Ellwood, David A.; Ozsváth, Peter S.; Stipsicz, András I.; Szabó, Zoltán (编). . Clay Mathematics Proceedings 5. Clay Mathematics Institute. 2006. ISBN 978-0-8218-3845-7.
- Kronheimer, Peter; Mrowka, Tomasz. . Cambridge University Press. 2007. ISBN 978-0-521-88022-0.
- McDuff, Dusa; Salamon, Dietmar. . Oxford University Press. 1998. ISBN 978-0-19-850451-1.
- McDuff, Dusa. . Bulletin of the American Mathematical Society. 2005, 43: 25–42. MR 2188174. doi:10.1090/S0273-0979-05-01080-3 .
- Schwarz, Matthias. . Progress in Mathematics 111. Birkhäuser. 2012 [1993]. ISBN 978-3-0348-8577-5.
- Seidel, Paul. . European Mathematical Society. 2008. ISBN 978-3037190630.

### 研究论文
- Colin, Vincent; Ghiggini, Paolo; Honda, Ko. . PNAS. 2011, 108 (20): 8100–8105. Bibcode:2011PNAS..108.8100C. PMC 3100941 . PMID 21525415. doi:10.1073/pnas.1018734108 .
- Floer, Andreas. . Comm. Pure Appl. Math. 1988, 41 (6): 775–813. doi:10.1002/cpa.3160410603.
- ———. . Comm. Math. Phys. 1988, 118 (2): 215–240  [2024-02-16]. Bibcode:1988CMaPh.118..215F. S2CID 122096068. doi:10.1007/BF01218578. （原始内容存档于2020-07-25）. Project Euclid Archive.today的存檔，存档日期2012-12-09
- ———. . J. Differential Geom. 1988, 28 (3): 513–547. MR 0965228. doi:10.4310/jdg/1214442477 .
- ———. . Comm. Pure Appl. Math. 1989, 42 (4): 335–356. doi:10.1002/cpa.3160420402.
- ———. . Comm. Math. Phys. 1989, 120 (4): 575–611  [2024-02-16]. Bibcode:1988CMaPh.120..575F. S2CID 123345003. doi:10.1007/BF01260388. （原始内容存档于2020-06-07）.
- ———.  (PDF). J. Diff. Geom. 1989, 30 (1): 202–221  [2024-02-16]. doi:10.4310/jdg/1214443291 . （原始内容存档 (PDF)于2022-12-20）.
- Frøyshov, Kim A. . Duke Math. J. 2010, 155 (3): 519–576. S2CID 8073050. arXiv:0809.4842 . doi:10.1215/00127094-2010-060.
- Gromov, Mikhail. . Inventiones Mathematicae. 1985, 82 (2): 307–347. Bibcode:1985InMat..82..307G. S2CID 4983969. doi:10.1007/BF01388806.
- Hofer, Helmut; Wysocki, Kris; Zehnder, Eduard. . Journal of the European Mathematical Society. 2007, 9 (4): 841–876. Bibcode:2006math.....12604H. S2CID 14716262. arXiv:math.FA/0612604 . doi:10.4171/JEMS/99.
- Juhász, András. . Geometry & Topology. 2008, 12 (1): 299–350. S2CID 56418423. arXiv:math/0609779 . doi:10.2140/gt.2008.12.299.
- Kutluhan, Cagatay; Lee, Yi-Jen; Taubes, Clifford Henry. . Geometry & Topology. 2020, 24 (6): 2829–2854. S2CID 118772589. arXiv:1007.1979 . doi:10.2140/gt.2020.24.2829.
- Lipshitz, Robert; Ozsváth, Peter; Thurston, Dylan. . Memoirs of the American Mathematical Society. 2008, 254 (1216). S2CID 115166724. arXiv:0810.0687 . doi:10.1090/memo/1216.
- Manolescu, Ciprian. . Geom. Topol. 2003, 7 (2): 889–932. S2CID 9130339. arXiv:math/0104024 . doi:10.2140/gt.2003.7.889.
- Manolescu, Ciprian; Ozsváth, Peter S.; Sarkar, Sucharit. . Ann. of Math. 2009, 169 (2): 633–660. Bibcode:2006math......7691M. S2CID 15427272. arXiv:math/0607691 . doi:10.4007/annals.2009.169.633.
- Manolescu, Ciprian; Ozsváth, Peter; Thurston, Dylan. . 2009. arXiv:0910.0078  [math.GT].
- Ozsváth, Peter; Szabo, Zoltán. . Ann. of Math. 2004, 159 (3): 1027–1158. Bibcode:2001math......1206O. S2CID 119143219. arXiv:math/0101206 . doi:10.4007/annals.2004.159.1027.
- ———; Szabo. . Ann. of Math. 2004, 159 (3): 1159–1245. Bibcode:2001math......5202O. S2CID 8154024. arXiv:math/0105202 . doi:10.4007/annals.2004.159.1159.
- Ozsváth, Peter; Szabó, Zoltán. . Advances in Mathematics. 2004, 186 (1): 58–116. arXiv:math.GT/0209056 . doi:10.1016/j.aim.2003.05.001 .
- Ozsváth, Peter; Szabó, Zoltán. . Advances in Mathematics. 2005, 194 (1): 1–33. Bibcode:2003math......9170O. S2CID 17245314. arXiv:math.GT/0209056 . doi:10.1016/j.aim.2004.05.008 .
- Rasmussen, Jacob. . 2003. arXiv:math/0306378 .
- Salamon, Dietmar; Wehrheim, Katrin. . Geometry & Topology. 2008, 12 (2): 747–918. S2CID 119680541. arXiv:math/0607318 . doi:10.2140/gt.2008.12.747.
- Sarkar, Sucharit; Wang, Jiajun. . Ann. of Math. 2010, 171 (2): 1213–1236. S2CID 55279928. arXiv:math/0607777 . doi:10.4007/annals.2010.171.1213.
- Hutchings. . CRM Proceedings and Lecture Notes 49. 2009: 263–297. Bibcode:2008arXiv0805.1240H. ISBN 9780821843567. S2CID 7751880. arXiv:0805.1240 . doi:10.1090/crmp/049/10. |journal=被忽略 (帮助)
- Taubes, Clifford. . Geom. Topol. 2007, 11 (4): 2117–2202. S2CID 119680690. arXiv:math/0611007 . doi:10.2140/gt.2007.11.2117.
- Piunikhin, Sergey; Salamon, Dietmar; Schwarz, Matthias. . . Cambridge University Press. 1996: 171–200. ISBN 978-0-521-57086-2.